# The Oval (Londyn)
The Oval (od nazwy sponsora nazywany również Kia Oval, w przeszłości Kennington Oval) – stadion krykietowy w Kennington, w Londynie. Na obiekcie tym swoje mecze rozgrywa drużyna Surrey County Cricket Club. Odbywają się na nim także krykietowe mecze testowe. W XIX wieku był areną 22 meczów finałowych Pucharu Anglii oraz 12 spotkań piłkarskiej reprezentacji Anglii. W latach siedemdziesiątych XIX wieku na stadionie odbyło się także kilka meczów narodowej reprezentacji rugbystów.

## Mecze reprezentacji Anglii w piłce nożnej

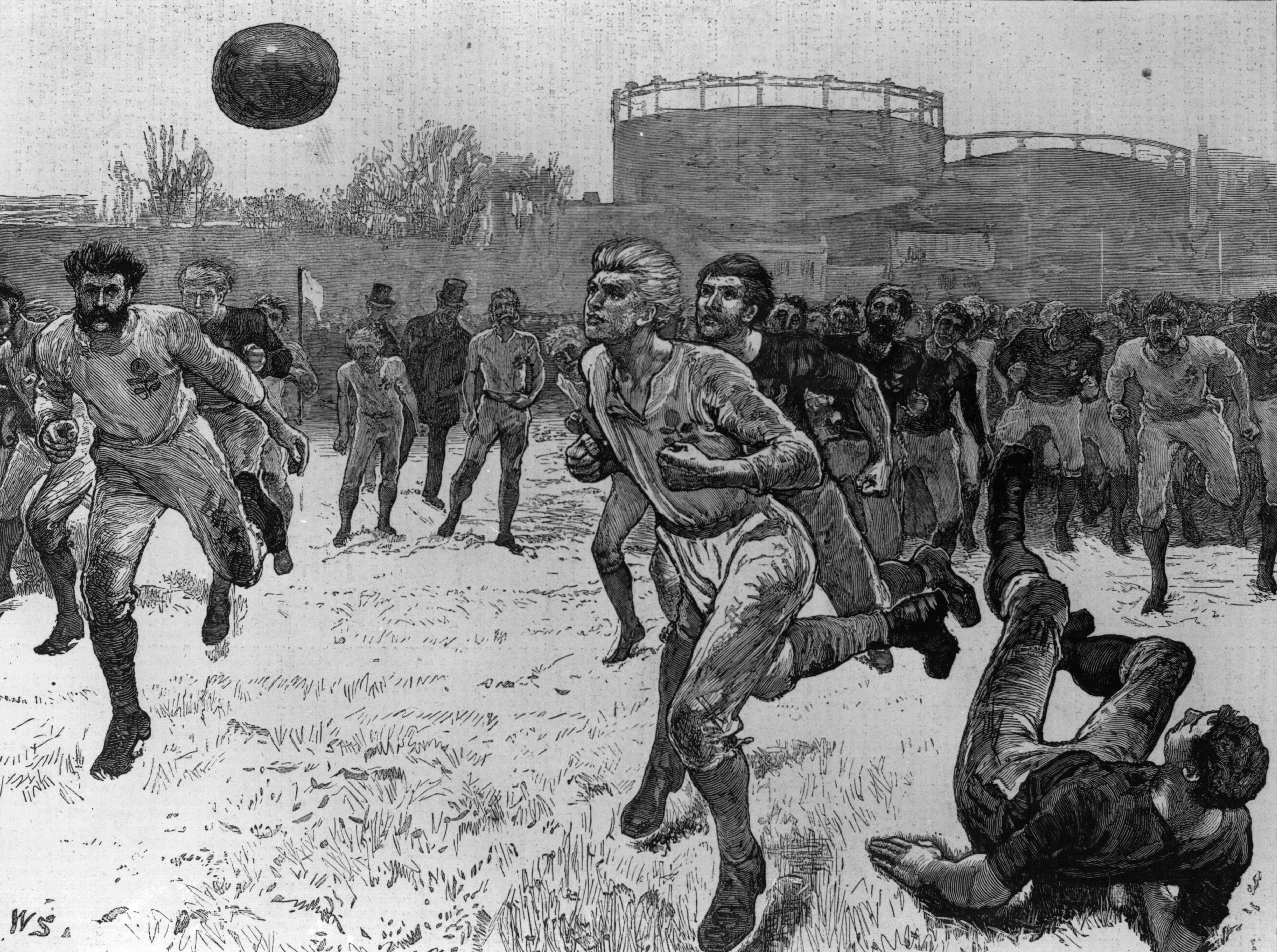
Ilustracja przedstawiająca mecz z 1872 roku na Kennington Oval pomiędzy Anglią i Szkocją

| Data              | Wynik | Rozgrywki                 | Zwycięzca |
| ----------------- | ----- | ------------------------- | --------- |
| 5 marca 1870      | 1:1   | mecz towarzyski           |           |
| 19 listopada 1870 | 1:0   | mecz towarzyski           | Anglia    |
| 25 lutego 1871    | 1:1   | mecz towarzyski           |           |
| 17 listopada 1871 | 2:1   | mecz towarzyski           | Anglia    |
| 24 lutego 1872    | 1:0   | mecz towarzyski           | Anglia    |
| 8 marca 1873      | 4:2   | mecz towarzyski           | Anglia    |
| 6 marca 1875      | 2:2   | mecz towarzyski           |           |
| 3 marca 1877      | 1:3   | mecz towarzyski           | Szkocja   |
| 5 kwietnia 1879   | 5:4   | mecz towarzyski           | Anglia    |
| 12 marca 1881     | 1:6   | mecz towarzyski           | Szkocja   |
| 21 marca 1885     | 1:1   | British Home Championship |           |
| 13 kwietnia 1889  | 2:3   | British Home Championship | Szkocja   |

## Mecze finałowe Pucharu Anglii

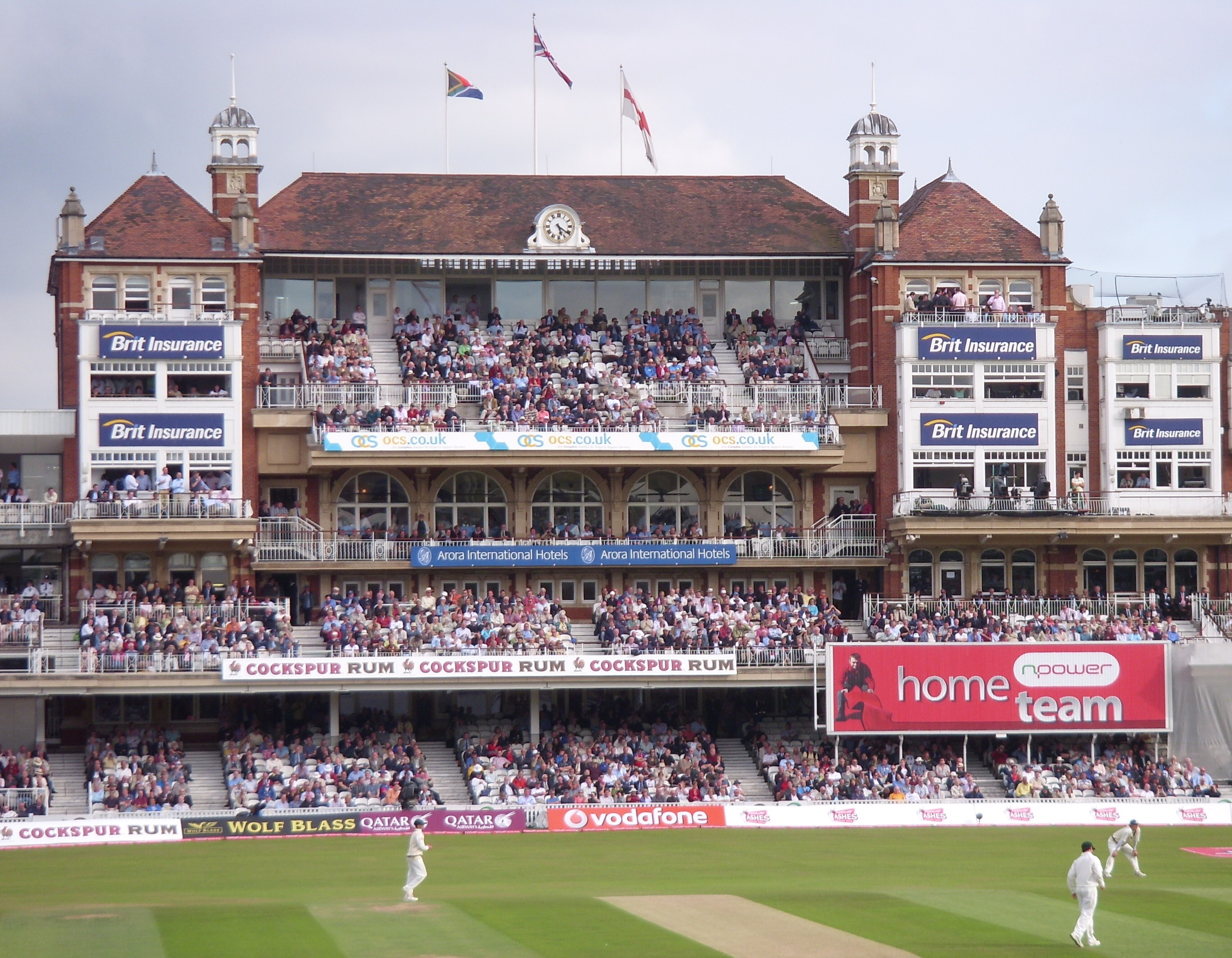
The Pavilion

| Rok      | Widzów | Zwycięzca            |   | Finalista               |   |
| -------- | ------ | -------------------- | - | ----------------------- | - |
| 1872     | 2000   | Wanderers            | 1 | Royal Engineers         | 0 |
| 1874     | 2000   | Oxford University    | 2 | Royal Engineers         | 0 |
| 1875     | 3000   | Royal Engineers      | 1 | Old Etonians            | 1 |
| Powtórka | 3000   | Royal Engineers      | 2 | Old Etonians            | 0 |
| 1876     | 3500   | Wanderers            | 1 | Old Etonians            | 1 |
| Powtórka | 1500   | Wanderers            | 3 | Old Etonians            | 0 |
| 1877     | 3000   | Wanderers            | 2 | Oxford University       | 1 |
| 1878     | 4500   | Wanderers            | 3 | Royal Engineers         | 1 |
| 1879     | 5000   | Old Etonians         | 1 | Clapham Rovers          | 0 |
| 1880     | 6000   | Clapham Rovers       | 1 | Oxford University       | 0 |
| 1881     | 4500   | Old Carthusians      | 3 | Old Etonians            | 0 |
| 1882     | 6500   | Old Etonians         | 1 | Blackburn Rovers        | 0 |
| 1883     | 8000   | Blackburn Olympic    | 2 | Old Etonians            | 1 |
| 1884     | 12 000 | Blackburn Rovers     | 2 | Queen’s Park            | 1 |
| 1885     | 12 500 | Blackburn Rovers     | 2 | Queen’s Park            | 0 |
| 1886     | 15 000 | Blackburn Rovers     | 0 | West Bromwich Albion    | 0 |
| 1887     | 15 500 | Aston Villa          | 2 | West Bromwich Albion    | 0 |
| 1888     | 19 000 | West Bromwich Albion | 2 | Preston North End       | 1 |
| 1889     | 22 000 | Preston North End    | 3 | Wolverhampton Wanderers | 0 |
| 1890     | 20 000 | Blackburn Rovers     | 6 | Sheffield Wednesday     | 1 |
| 1891     | 23 000 | Blackburn Rovers     | 3 | Notts County            | 1 |
| 1892     | 32 810 | West Bromwich Albion | 3 | Aston Villa             | 0 |